# Àlope
|  | Per a altres significats, vegeu «Àlope (Tessàlia)». |

Segons la mitologia grega, Àlope (en grec antic: Ἀλοπή) va ser una filla de Cercíon, un bandoler que regnava a Eleusis.
Va ser estimada per Posidó sense que ho sabés el seu pare, i va tenir un fill del déu. Per amagar-lo de la crueltat del seu pare, va ordenar a la seva mainadera que abandonés l'infant al bosc. Una euga (animal consagrat a Posidó), va alletar la criatura. Un pastor la va trobar i la va recollir, però un altre pastor la reclamà per ell. El primer es va quedar els bolquers, que eren molt rics, i li donà el nen. L'altre, indignat, es va anar a queixar al rei, Cercíon, que, quan va veure la roba, va sospitar de la seva filla. La mainadera va ser obligada a explicar la història. Àlope va ser executada, i el nen abandonat una altra vegada al bosc. Una altra euga va córrer a alletar-lo i un altre pastor el tornà a recollir, i li va posar de nom d'Hipotoont. Més endavant, Hipotoont va ser l'epònim dels Hipotoont, un dem de l'àtica. Quan Teseu matà Cercíon, va anar a veure l'heroi per reclamar-li el regne, i Teseu li va cedir.
Àlope va ser convertida en font per Posidó després de la seva mort.